# Bruno Brause
Bruno Brause (* 4. April 1893 in Langenberg, Reuß jüngerer Linie; † 24. November 1941 in Gera) war ein deutscher Heimatforscher und einer der bedeutendsten Laienforscher auf dem Gebiet der Vor- und Frühgeschichte in Thüringen. Er war insbesondere in Gera und Ostthüringen aktiv.

## Leben
Bruno Brause wurde als Sohn eines Korbmachermeisters geboren und besuchte die Volksschule in Langenberg. Nach einer Friseurlehre begab er sich auf Wanderschaft und leistete seinen Militärdienst beim Infanterieregiment 102 in Zittau. Im Ersten Weltkrieg wurde er schwer verwundet und verlor 1915 ein Auge.
1918 eröffnete er ein eigenes Friseurgeschäft in Gera, das er bis zu seinem Tod führte. Im selben Jahr heiratete er Martha Lange, die ihn bei seinen Forschungen tatkräftig unterstützte.

## Archäologische Tätigkeit
Brauses Interesse an den Naturwissenschaften führte ihn zunächst zur Geologie, bevor er sich zunehmend der Ur- und Frühgeschichte zuwandte. Als Mitglied der „Naturfreunde“ nahm er an geologischen Exkursionen teil und entwickelte dabei ein zunehmendes Verständnis für die prähistorische Besiedlung seiner Heimatregion.
Über 18 Jahre arbeitete Brause ehrenamtlich im Osterlandmuseum Gera unter der Leitung von Alfred Auerbach. Dort baute er die vorgeschichtliche Sammlung „Mittleres Elstertal“ auf, die seit 1930 im Museum ausgestellt ist. Die Sammlung umfasst über 24.000 Fundstücke aus 113 Fundstellen.
1935 wurde er in Anerkennung seiner wissenschaftlichen Leistungen in das „Institut international de Paléontologie humaine“ aufgenommen.

## Veröffentlichungen und Wirken
Brause veröffentlichte insgesamt:
- 35 wissenschaftliche Arbeiten zur Vor- und Frühgeschichte,
- 45 populärwissenschaftliche Beiträge,
- 22 natur- und heimatkundliche Abhandlungen.[1]

Er stellte seine Funde auf Tagungen und Kongressen vor, u. a. 1927 auf der 49. Versammlung der Deutschen Anthropologischen Gesellschaft in Köln. Er stand in engem Austausch mit namhaften Wissenschaftlern wie Prof. Neumann (Jena), Prof. Karel Absolon, Prof. Amende, Armin Möller (Weimar) und anderen.
Seine Arbeiten wurden in Fachzeitschriften wie Mannus und Der Spatenforscher veröffentlicht. Sein Wirken bleibt ein bedeutendes Beispiel für die Leistungen von Laienforschern in der deutschen Archäologie und der Verbindung von Heimatforschung und Wissenschaft.

## Nachlass und Gedenken
Nach seinem Tod wurde sein handschriftlicher Nachlass vor der Bombardierung Gera 1945 gerettet. Obwohl er der Stadt Gera zum Kauf angeboten wurde, kam es zu keiner Einigung. Der Nachlass ging schließlich an das Archäologische Institut in Weimar.
Bruno Brause und seine Frau fanden ihre letzte Ruhestätte auf dem Friedhof in Gera-Langenberg. In Gera-Lusan wurde eine Straße nach ihm benannt. Zu seinem 130. Geburtstag richtete ihm das Stadtmuseum Gera 2023/24 eine Ausstellung aus.